# 基進女性主義
，亦譯作激進女性主義，是女性主義中的一種觀點，主張對社會進行徹底的重組，以全面消除男性至上在各種社會與經濟脈絡中的存在，同時也承認女性的經驗受到其他社會分化因素影響，例如種族、階級與性傾向。這一思想與運動起源於1960年代。
基進女性主義者將社會視為一種根本上的父權制 (Patriarchy) 架構，認為男性支配並壓迫女性。基進女性主義者試圖推翻父權體制，透過挑戰既有的社會規範與制度，來使女性與女孩自不公正的社會中解放。
這場抗爭包括反對對女性的性客體化、提高對強暴與其他針對女性的暴力等議題的社會關注、挑戰性別角色的概念，
並批判基進女性主義者所見於美國、英國與其他多國中的種族化與性別化資本主義體制。根據舒拉米斯·費爾斯通在其著作《性的辯證法》（1970）中的說法：
「女性主義革命的最終目標，與第一波女性主義運動不同，不僅是要消除男性特權，更要消除性別『差異』本身：
人類之間的生殖器差異將不再具有文化上的意義。」 
雖然基進女性主義者認為生殖器與第二性徵的差異不應具有文化或政治上的重要性，
但她們同時主張應正視女性在生育上的特殊角色，並主張工作場域應對此提供合理配套，甚至有部分主張應對此類對社會至關重要的工作給予補償。
基進女性主義者認為女性受壓迫的根源在於父權式的性別關係，
這一觀點不同於自由女性主義強調法律制度的改革，或馬克思主義女性主義關注的階級鬥爭。
早期的基進女性主義誕生於1960年代的第二波女性主義運動之中，
一般認為父權體制是「跨越歷史的現象」，比其他壓迫形式更為根本與原始，
是「最古老、最普遍的統治形式，也是其他所有壓迫的範本」。
後來源自基進女性主義的政治理論從文化女性主義延伸至社會主義女性主義的融合形式，
例如無政府女性主義，它們將社會階級、經濟等問題與父權體制並列視為壓迫來源。

## 起源
激進女性主義最早起源於1960年代末至1970年代初的美國紐約及波士頓等地，后逐漸影響到歐美各地。其起源，一部分來自於新左派運動陣營中的女性，因不滿其在運動中与男性成員間的不平等待遇，而與之分道揚鑣；另一部分則來自於全美婦女組織（NOW）中，對該組織保守作風不滿的女性。:154-155
而激進女性主義其下又可再細分「激進—自由主義女性主義」及「激進—文化女性主義」。前者代表人物包括蓋兒·魯賓、凱特·米列；後者代表人物則是凱瑟琳·麥金儂、艾德丽安·里奇。雙方主要在色情作品以及賣淫的看法出現分歧。:171-178

## 名稱
台湾学者顧燕翎指出，Radical feminism最初被翻譯成激進女性主義，也廣為採用。而台灣多用基进取代激進，因「基進」（Radical），來自其字根「根」（root）， 一方面表達出婦女的壓迫是其他壓迫的根基；另一方面則表現出她們較自由女性主義更具革命性、進步性。
而另一名台湾学者周碧娥則表示，早期學界常以「激進」形容社會運動採取之手段，但自1990年代後，便逐漸以「基進」代替，強調社會運動所訴求之目標，以及凸顯其對女人與性別體制之主張。:155

## 理論與意識形態
基進女性主義者主張，全球社會運作於一個父權制架構之下，其中男性階級壓迫女性階級。 她們認為女性的壓迫是最根本的壓迫形式，自人類誕生以來即已存在。 正如基進女性主義者蒂·格雷斯·阿特金森（Ti-Grace Atkinson）在其1969年的代表作基進女性主義〈Radical Feminism〉中所寫：
人類這個整體的最初二元劃分據說是基於性別：男性與女性……正因為人類中有一半負擔著生殖的重任，而男性這個被稱為「理性動物」的群體擁有利用這點的聰明才智，因此孕育生命者，也就是所謂的「勞役之獸」，被圈入了一個政治階級中：將生物上的偶發負擔合理化為一種政治（或社會上必要的）懲罰，從而將她們的定義從「人』貶低為「功能性」或「動物性」
基進女性主義者主張，由於父權體制的存在，女性被視為男性常態的「他者」(other)，因此系統性地遭到壓迫與邊緣化。她們進一步指出，男性作為一個階級，從壓迫女性的體系中獲益。父權理論並不主張所有男性都永遠從壓迫所有女性中受益，而是強調父權體制的核心是支配關係，其中一方壓迫並剝削另一方，以維護自身利益。
基進女性主義者認為，男性（作為一個階級）透過社會體制與其他控制手段，壓制女性（以及非支配地位的男性）。她們致力於透過挑戰現行社會規範與制度來推翻父權體制，並相信唯有這樣，所有人才能從不公義的社會中獲得解放。阿特金森 (Ti-Grace Atkinson )主張，男性階級持續壓迫女性階級的動力來自於其對權力的渴望，她指出：「男性對壓迫者角色的需求，是所有人類壓迫的根源與基礎」。
基進女性主義政治對女性解放運動影響深遠。Redstockings共同創辦人艾倫·威利斯（Ellen Willis）於1984年指出，基進女性主義者「讓性政治成為公共議題」，創造了第二波女性主義的語彙，推動了美國墮胎合法化，「首先要求在所謂的私人領域中實現全面平等」（如家務、育兒、情感與性需求），並「營造出迫切氛圍」，幾乎促成了平等權利修正案的通過。 此外，全國婦女組織（NOW）對基進女性主義訴求的採納，也展現了其影響力，儘管該組織原本主要聚焦於經濟議題。

## 主張

### 對父權制度的批判
強調父權制度才是婦女受壓迫的根源而非資本主義。吉曼·基爾在1970年所著的《女太監》（The female Eunuch）一書中認為女性從小在家庭和教育之中就逐漸开始受到父權制的压迫，逐漸放棄了自主權和主動性，人格被人为地「閹割」。
凱特·米列同年的著作《性/別政治》則強調性即政治，指出父權制度藉由誇大男女之間生理的差異，如階級制度般強化及合理化男尊女卑的關係。性不僅是男歡女愛，也是男女間的權利關係，若要解放婦女，就得了解這層關係。:162-163
瑪麗·戴莉則在幾部著作中，對於文化中包括宗教、文學、歷史、哲學、社會習俗中所蘊含的父權制度加以批判。
田納西大學名譽教授潘妮·J·懷特指出：世界上三分之二的成年文盲是女人。98％的性販運受害者是女人和女孩。 每天，800名女人死於有關懷孕和分娩的可預防原因。世界各地的數千名婦女被迫生下她們和強暴犯的孩子，即使強暴犯是她們的父親。 在三十一個州，強暴犯可以上訴要求監護或探視他們懷孕的受害者的權利。拜過去幾年頒布的數十項墮胎限制所賜，在美國生活的婦女之中只有不到三分之一能夠合理地獲得墮胎的權利，而世界各地的女人都蒙受強迫童婚、嫁妝死亡和女性割禮的影響。

### 性別角色：從男女同體到女性本位
在批判父權制度的同時，基進女性主義者也試圖找出理想的性別角色。在1970年代早期，由於認為性別制度是壓迫的來源，因此不少人主張以中性（或譯作男女同體）的文化來取代原本的兩極區分的兩性，在理想的社會中，男女之間應該是沒有差別的。如米列指出性及性別之間的不同，前者為天生，但後者為社會文化所形塑，以試圖去除原本社會對於兩性的刻版印象和要求對女性帶來的壓迫。這樣的主張最激進者如法國的維蒂格，認為連兩性生理差異，如女性生育小孩也並非是自然的，而是後天加諸於女性的任務。
但這種男女同體的主張，在1970年代後期開始受到批判。許多激進女性主義者不認為期望男女都成為「中性」是能解決性別壓迫問題的方式，她們認為女性有其自身優越不同於男性的特質，因此要解決壓迫問題是要將女性和男性分離，她們致力於創造婦女的空間、保護受害婦女，並發展婦女自身的文化，而其中激進女同性戀便是這種主張的實踐者。藉由先分離後取代(以女性特質為主體的文化來瓦解以男性特質所建構的父權文化，並做為解放人類全體的指引)，來達成去性別化的終極目標。

### 性關係的探討和批判
許多激進女性主義者認為性關係是女性主義的重要課題，因為男性在性關係上具有的侵略性、支配性而女人則是順從而被動，而以這樣的關係為基礎，使得女性在其他領域包括政治、經濟、社會上都處於被支配的角色。因此，她們批判包括社會上對愛情的想像、強暴的行為、以及色情事物中對女性的貶抑等。艾特金森指出，女同性戀為女性主義最激進的分子，主張基於男女異性戀關係的不平等而主張不與男人發生關係，更提出「女性主義是理論，女同性戀主義是實踐」。

## 具体行动

### 根源
美國的基進女性主義者創造了「婦女解放運動」（Women's Liberation Movement, WLM）這個術語。婦女解放運動的興起，很大程度受到1960年代民權運動的影響。許多參與基進女性主義的女性，本身就有參與反對種族主義激進抗爭的經驗。從時間順序來看，這個運動屬於1960年代初期興起的第二波女性主義運動的一環。第二波女性主義的重要人物包括：舒拉米斯·費爾斯通（Shulamith Firestone）、凱西·薩拉契爾德（Kathie Sarachild）、提·格蕾絲·阿特金森（Ti-Grace Atkinson）、卡羅爾·哈尼施（Carol Hanisch）、羅珊·鄧巴（Roxanne Dunbar）、娜歐蜜·魏斯坦（Naomi Weisstein）與朱迪斯·布朗（Judith Brown）等人。
在1960年代末，許多自稱為「基進女性主義者」的女性團體陸續出現，例如加州大學洛杉磯分校（UCLA）的婦女解放陣線（Women's Liberation Front, WLF），她們對基進女性主義意識形態的詮釋各有不同。UCLA WLF 的共同創辦人黛芙拉·韋伯（Devra Weber）回憶說：「基進女性主義者反對父權體制，但不一定反對資本主義。至少在我們的團體裡，她們反對那些由男性主導的所謂民族解放鬥爭。」
基進女性主義者幫助將他們原先在種族平權運動中的激進抗爭經驗轉化，運用於爭取女性權益的戰線上。他們投身於包括墮胎權、平等權利修正案、信用獲取權與同工同酬等多項女性議題的倡議。 許多有色人種女性（如 Fran Beal、Cellestine Ware、{{link-en|Toni Cade Bambara||）都是婦女解放運動的創始成員之一；然而，也有許多有色人種女性選擇不參與此運動，因為她們認為基進女性主義並未處理「對少數族裔女性而言有意義的議題」，尤其是黑人女性的需求。 在成立意識提升小組（consciousness raising groups）並爭取更多人參與後，第二波基進女性主義逐漸吸引越來越多有色人種女性投入其中。
1960年代，基進女性主義首先在美國出現在自由派女性主義與工人階級女性主義的討論中，隨後也擴展到英國與澳洲。參與者漸漸意識到，不只是中產階級核心家庭壓迫女性，甚至那些自稱追求人類解放的社會運動與組織，像是反文化運動、新左派與馬克思主義政黨，也因男性主導、男性中心而同樣具壓迫性。在美國，基進女性主義的形成也被視為對新左派組織（如民主社會學生會 Students for a Democratic Society, SDS）與某些女性主義組織（如全國婦女組織 NOW）不足之處的回應。 起初，基進女性主義團體主要集中在紐約、芝加哥、波士頓、華盛頓特區與美國西岸的大城市。 從1968年到1972年之間，這些團體迅速在全國各地擴展開來。
與此同時，美國以外也出現了類似的思想潮流。例如慕尼黑出版的《婦女年鑑》（Women's Yearbook）記錄了1970年代初期西德的女性主義情況。
該年鑑中支持自主女性主義運動的文章主張：父權制是最古老且最根本的剝削關係。因此，女性主義者有必要脫離左派男性主導的組織，因為這些組織只是利用女性的力量來達成他們自己的目的，而女性解放並不被真正納入他們的目標。
《1976年婦女年鑑》（Frauenjahrbuch 76）的編輯群明確與自由主義語言保持距離，認為「平等權利」的說法將女性壓迫定義為女性的劣勢。他們強烈批判自由女性主義的主張，如「女性應進入所有男性主導領域」、「女性應能做到男性能做的一切」、「讓更多女性進入政治、科學等領域」等。
她們的立場──即 1976 年年鑑中自主女性主義者的觀點──認為：

「『我們也要那樣』或『我們也能那樣』這種主張，是將女性解放建立在男性為標準之上。其本質是與男性一致……由於在這個社會中，男性特質根本上具有更高的聲望、認可，尤其是權力，我們很容易陷入一種陷阱，那就是貶抑屬於女性的特質，反而去崇拜與模仿那些被認為是男性的特質……對抗女性角色的鬥爭，不能轉化為爭奪男性角色的鬥爭……女性主義的訴求，必須超越爭取平等權利的層次，它應該是爭取自決權。」.
基進女性主義者引入了「意識提升」（consciousness raising, CR）小組的概念。這些小組將知識分子、工人與中產階級女性聚集在一起，討論她們各自的經驗。在這些討論中，女性發現儘管政治立場與社會階級不同，她們都面對同樣的壓迫體系。
透過這些討論，女性們得出結論：要建立真正自由的社會，首要之務是終結父權制。
這些意識提升活動讓早期的基進女性主義者得以根據她們在男性至上體制下的共通經驗，發展出一套政治意識形態。在1970年代，全國婦女組織（NOW）各地分會廣泛使用這類小組作為行動工具。
這些討論所孕育出的女性主義，最根本的訴求是：作為女性的女性，應該從來自身邊男性（以及掌權男性）帶來的壓迫中獲得解放。
基進女性主義認為，一種全面性的意識形態與社會結構──即父權（意指由「父親」治理或是統治的體制）──為了男性的利益而壓迫女性。

### 團體
在一些團體中，例如「紐約基進女性主義者」（New York Radical Women，1967–1969；與當今的社會主義女性主義組織 Radical Women 無關）開始出現基進女性主義的意識形態。艾倫·威利斯（Ellen Willis）形容這是「紐約市第一個女性解放團體」。 該組織提出「個人即政治」以及「姊妹情誼就是力量」的口號，這些是由卡西·薩拉奇爾德（Kathie Sarachild）及其他成員所創造的女性行動主張。
「紐約基進女性主義者」於 1969 年初解散，此事件後來被稱為「政治派與女性主義派的分裂」。其中「政治派」認為資本主義是壓迫女性的主要根源，而「女性主義派」則認為女性的壓迫來自男性至上的制度，這是一套具體的、制度化的權力關係，而不只是男性的偏見或態度問題。分裂後「女性主義派」自稱為「基進女性主義者」，並很快組成了新的組織——Redstockings。同一時期，提-格蕾絲·阿特金森（Ti-Grace Atkinson）領導了自全國女性組織（NOW）分裂出來的基進團體，該團體後來被稱為「女性主義者」（The Feminists）。 第三個主要派別由秀拉米斯·費爾斯通（Shulamith Firestone，從紅襪團分裂而出）與安妮·柯特（Anne Koedt）於 1969 年稍晚創立，即「紐約基進女性主義者」（New York Radical Feminists）。
在這段期間，整個運動產出了大量的文宣，包括傳單、小冊子、期刊、雜誌文章、報紙以及電視和廣播訪談。 許多重要的女性主義著作在此時誕生，例如柯特的文章〈陰道性高潮的迷思〉（The Myth of the Vaginal Orgasm，1970），以及凱特·米利特（Kate Millett）的著作《性政治》（Sexual Politics，1970）。

### 意識形態的形成與分歧
在這段時期的初期，「異性戀幾乎被視為理所當然的假設」。在多數基進女性主義者之間，普遍的看法是：1960年代的性革命所帶來的性自由，尤其是對「一夫一妻制」重視的減弱，最終仍主要是讓男性從中獲益，而是以女性的代價換來的。這種對異性戀的「預設」很快便受到挑戰，尤其是在政治性女同性戀（political lesbianism）的興起下，這種立場與提·格蕾絲·阿特金森（Atkinson）及她領導的團體「女性主義者」（The Feminists）密切相關。
雖然 Redstockings 與「女性主義者」（The Feminists）同為基進女性主義組織，但她們在理念上有著明顯差異。Redstockings 多數成員採取唯物論與反心理化（anti-psychologistic）的立場。他們認為男性對女性的壓迫是持續且蓄意的行為，並認為每一位男性都應對這種壓迫負責。她們視各種社會制度（包括家庭）為男性有意施加壓迫的工具，拒絕那些將女性順從歸因於心理因素的解釋，認為那等同於責怪女性「自願」接受壓迫。
她們持有的觀點後來被艾倫·威利斯（Ellen Willis）描述為「新毛派（neo-Maoist）」，即她們認為有可能將幾乎所有女性團結為一個階級，透過直接面對男性來挑戰壓迫。
相比之下，「女性主義者」則傾向於理想主義、心理分析式與烏托邦式的哲學，強調「性別角色」，並將性別歧視的根源歸因於「男女行為的互補模式」。她們更強調制度層面的分析，認為婚姻、家庭、性工作與異性戀都是為了維持「性別角色體系」而存在的制度，並視這些制度為應予摧毀的對象。在組織內部，意見也有分歧，例如安妮·庫特（Koedt）認為所謂「正常」性交制度，主要是以男性的性快感為中心，而阿特金森則主要從生殖功能的角度來解讀。與 Redstockings 不同，「女性主義者」整體上傾向認為以生殖器為中心的性實踐本質上是男性的。艾倫·威利斯 (Ellen Willis) 後來指出，即使　Redstockings 成員考慮放棄異性戀關係，也只是視其為「她們可能必須為了堅持激進立場而付出的痛苦代價」；相比之下，「女性主義者」則擁抱女性分離主義（separatist feminism）作為一種策略。
「紐約基進女性主義者」（New York Radical Feminists, NYRF）則採取更具心理化，甚至生物決定論傾向的路線。她們認為，男性支配女性不全是為了物質利益，而是出於在支配過程中獲得的「自我滿足」。同樣地，她們反對 Redstockings 的觀點（即女性只是出於現實所迫才順從），也不認同「女性主義者」隱含的觀點（女性是出於怯懦而屈服）；相反地，NYRF 認為社會制約導致大多數女性將順從視為「正確且自然」的角色定位。
學者羅絲瑪麗·童（Rosemarie Tong）為了解釋基進女性主義內部的根本分裂，提出了「基進自由女性主義」（radical-libertarian feminism）與「基進文化女性主義」（radical-cultural feminism）兩個術語。基進自由女性主義者（如凱特·米利特 Kate Millett 與舒拉米斯·費爾斯通 Shulamith Firestone）主張：應廢除僵化的性別角色，擁抱陰陽同體（androgyny），讓女性可以自由擁有男性與女性的特質，以實現完整的人性潛能。
她們強調性解放，支持多元性實踐，並主張使用人工生殖技術來解除女性在生育上的生物性負擔。基進文化女性主義者（如瑪麗·戴利 Mary Daly 與瑪麗蓮·法蘭奇 Marilyn French）則強調女性氣質與傳統上女性的獨特美德，如關懷與社群性。
她們批判「陰陽同體」的理想，認為那是在否定女性本身的力量，並推崇女同性戀作為異性戀之外更解放的選擇。她們也將自然生殖視為女性權力的來源，反對人工生殖，因為她們認為後者可能會加深男性對女性身體的控制。

### 行動形式
1960年代晚期的基進女性主義不僅是一場思想與理論運動，它同時也激發了直接行動的實踐。在1968年，女性主義者對「美國小姐選美比賽」（Miss America pageant）發起抗議行動，目的是要將「性別歧視的美貌標準與社會期望」推向女性社會議題的檯面。雖然當天實際上並未焚燒胸罩，但這場抗議行動催生了「燒胸罩者（bra-burner）」這個詞語的誕生。當時，女性主義者將她們的胸罩——連同其他被稱為「女性垃圾」（woman-garbage）的物品，如束腹、假睫毛、速記本、假髮、女性雜誌與洗碗布——全數丟入一個名為「自由垃圾桶」（Freedom Trash Can）的容器中，但她們並未將其點燃。1970年3月，超過一百名女性主義者在《婦女家庭雜誌》（Ladies' Home Journal）總部舉行長達11小時的靜坐抗議。這些女性要求該刊物撤換男性主編，改由女性擔任，並批評《婦女家庭雜誌》強調「飲食、家庭、時尚與女性氣質」，實際上是「壓迫女性的工具」。其中一名抗議者解釋此次行動的目標是：「我們來這裡，就是要摧毀一本靠著女性的憤怒與挫敗感營利的雜誌，一本毀滅女性的雜誌。」
基進女性主義者採用了多種行動策略，包括抗議示威（demonstrations）、公開發言會（speakouts）以及社區與職場組織行動（community and work-related organizing），這些手段用來提升曝光度並擴大支持者群。在法國與西德，基進女性主義者也發展出了更多直接行動的形式。

### 自證其罪抗議
1971年6月6日，德國《Stern》（明星雜誌）封面刊出28位德國女演員與女記者的聯名聲明，坦承：「我們墮過胎！」（wir haben abgetrieben!）.
這次聲明掀起了一場反對墮胎禁令的社會運動。該行動由記者愛麗絲·施瓦策（Alice Schwarzer）仿效法國的做法所策劃，是一種「自白式抗議」。
1974年，施瓦策說服了329位醫生在德國《明鏡週刊》（Der Spiegel）公開承認他們曾進行過墮胎手術。
她甚至找到一位女性，願意在鏡頭前接受真空吸引術墮胎手術，並將此過程拍攝成影片，作為宣傳該方法的方式。影片原預定在德國政治電視節目《Panorama》中播出。導演克莉絲蒂娜·佩林喬利（Cristina Perincioli）將這種做法描述為：「......一種新策略：公開、大膽地違法，並將其紀錄下來。這是一條數百萬女性早已偷偷走過、卻在羞辱與隱蔽中經歷的道路。」然而，教會團體的強烈反對，以及西德公共電視聯盟 ARD 下屬大多數廣播委員會的阻撓，導致該影片未能如期播出。節目製作單位最終以一段抗議聲明與空蕩蕩的攝影棚畫面，取代了原定的播放內容，以表達立場。

### 規避墮胎禁令
1970年代，無正式階層制度的基進女性主義中心在西柏林迅速興起。
這些位於柏林的女性中心提供墮胎諮詢服務，整理了一份荷蘭墮胎診所的名單，並定期組織巴士接送行程，讓西德各地的女性前往荷蘭接受合法墮胎。警方曾指控這些組織者涉嫌「非法共謀行動」。不過，該女性中心反而將這些逮捕事件當作宣傳機會，公開他們的公民抗命策略，並引發社會廣泛關注與輿論壓力，最終迫使檢方撤銷指控。之後，這些巴士行程仍持續進行，警方也未再干涉。
正如來源所述，這場勝利在政治上具有雙重意義，雖然法律未正式修訂，但國家選擇不執行禁令，向女性的集體力量讓步。女性主義者「代表女性發聲」的正當性，同時獲得了女性與國家的承認。

### 離開教會
1973年，西德的基進女性主義團體發起了一項運動，呼籲女性退出天主教會，以此抗議教會對墮胎的反對立場與相關活動。
她們提出質疑：
「我們還能繼續為這樣一個男性機構提供資金嗎？這個機構......永遠將我們禁錮在家中、廚房與育兒的角色裡，尤其是強調女性的職責就是生孩子。」在德國，凡是受洗加入官方承認的教會（如天主教或新教）的人，如果想要免繳教會稅，就必須正式辦理退出教會的法律程序。

### 抗議媒體對女同志的偏見報導
1972年11月，兩位處於親密性關係中的女性——瑪莉安·因斯（Marion Ihns）與茱蒂·安德森（Judy Andersen）——被逮捕並遭起訴，指控她們雇用一名男子謀殺因斯的家暴丈夫。案件尚未開審，德國最大的小報《Bild》（圖片報）即展開大量報導，報導中充滿對女同志的聳動偏見與歧視性敘事。作為回應，德國的女同志團體與女性中心紛紛加入強烈抗議的行列。這場文化衝突持續發酵，最終延燒至審判階段。1974年10月，兩名女性遭定罪，並分別被判處無期徒刑。然而，在媒體方面，這場抗議促成了一次具有影響力的反擊。146位女性記者與41位男性記者聯名向德國新聞評議會（German Press Council）提出申訴。結果，評議會對《圖片報》的出版商——阿克塞爾·施普林格公司（Axel Springer Company）發出正式譴責。據記錄，在案件審理前夕，《圖片報》曾連續17天刊登專題系列，標題為「女同志女性的罪行」（The Crimes of Lesbian Women）。

### 自我生殖器檢查
這類檢查協助女性認識自身身體的運作方式，使她們不再完全依賴傳統醫療體系。透過這種身體自主的實踐，女性開始重新掌握對自己身體的理解與主導權。這項運動的其中一個重要成果，是1974年於柏林創立的「女性主義健康中心」（Feminist Women's Health Center）。 

### 社會組織與目標
基進女性主義者通常以小型的行動團體或社區組織形式進行活動，這些組織的重點往往聚焦於意識提升（consciousness raising）或具體的行動目標。在澳洲，許多基進女性主義者曾參與一系列的佔屋運動（squats），用以建立各式各樣的女性中心。這類直接行動在1970年代末與1980年代初相當普遍。到了1980年代中期，許多原始的意識提升小組已經解散，基進女性主義的活動也越來越多地與大學中的鬆散集體相連結。不過，基進女性主義仍可見於學生運動與工人階級女性的行動中。1980年代，澳洲許多女性主義社會組織開始接受政府資助；但到了1996年，保守派政府上台，這些組織的運作也因此遭受重創。此外，在以色列，從1970年代初開始，也有一場由猶太女性發起的基進女性主義運動逐漸成形。
雖然基進女性主義的終極目標是解構整個父權社會，但她們的即時訴求通常相當具體。常見訴求包括擴大生育權（reproductive rights）根據作家麗莎·塔特爾（Lisa Tuttle）在《女性主義百科全書》（The Encyclopedia of Feminism）中的說法， 「在 1970 年代被女性主義者定義為一項基本人權，它包括墮胎與避孕的權利，但其意涵遠不止如此。要實現生殖自由，不僅意味著女性有選擇生育、墮胎、結紮或避孕的權利，還包括能夠在不受個別男性、醫生、政府或宗教權威壓力的情況下，自主做出這些選擇的自由。這是女性的一項關鍵議題，因為如果沒有它，其他看似擁有的自由，例如接受教育、就業、以及享有同工同酬的權利，都可能變成虛幻的。這也涉及托育安排、醫療照護，以及社會對兒童的態度。」

### 6B4T运动
部分韩国的激进女权主义者在网络社区发起6B4T运动，后传至中國社群亦作「六不四脱」。“6B”是指不结婚、不生育、不恋爱、不(与男性)发生性行为、不购买厌女产品和单身女性互助；“4T”是指脱束身衣、脱宗教、脱御宅文化和脱偶像。6B4T试图让女性在男权社会中受到的男性的影响降至最低。

## 對性產業的觀點
基進女性主義者對性產業相關議題有廣泛著述——她們通常持反對立場——涵蓋但不限於以下觀點：許多人認為色情製作過程對女性造成傷害，色情的消費對社會造成傷害，迫使女性從事賣淫的脅迫與貧窮因素，賣淫對女性長期有害的影響，賣淫中涉及的種族與階級問題，以及男性在賣淫與色情產業中對女性的支配地位。
反對將賣淫重新包裝為「性工作」並主張應予接受與正當化的女性主義者，有時被貶稱為「排除性工作者的激進女性主義者」（sex worker-exclusionary radical feminists，簡稱 SWERFs）。她們認為，「性工作」這個術語並非中性，而是帶有政治假設。她們主張，這個詞語認可了「性對女性而言是勞動、對男性而言是享樂」的觀念，進一步賦予男性在性交領域中作為統治階級的社會與經濟權力，並暗示女性的身體是供他人使用的資源。

### 賣淫
基進女性主義者主張，大多數進入賣淫的女性是因為被皮條客控制、人口販運、貧窮、藥物成癮，或童年性侵等創傷所迫。全球各地，從事賣淫的女性中，來自社會經濟地位最低階層的人數比例過高——包括極度貧困的女性、教育程度低的女性、以及來自最弱勢的種族與族裔群體的女性。凱瑟琳·麥金儂 (Catharine MacKinnon) 曾質疑道：「如果賣淫是自由選擇，那為什麼總是那些最缺乏選擇的女性從事它？」基進女性主義者梅麗莎·法利 (Melissa Farley) 在 2004 年針對 854 名全球從事賣淫的人士進行研究，發現 89% 的受訪者表示她們想離開賣淫卻無法離開，72% 目前或曾經無家可歸，68% 符合創傷後壓力症候群（PTSD）的診斷標準。
MacKinnon 主張：「在賣淫中，女性會與她們在其他情況下絕不會發生性行為的男性發生性行為。金錢在此充當了一種強制力，而不是同意的表徵。它的作用就如同強暴中的身體暴力一樣。」
她們認為，沒有人可以被認為是真正自願接受自己的壓迫，也沒有人應該擁有同意他人被壓迫的權利。
凱斯琳·貝瑞 (Kathleen Barry) 主張，同意並不是判斷壓迫是否存在的「好指標」，而「同意被侵犯」本身正是壓迫的表現。
安德里亞·德沃金 (Andrea Dworkin) 在 1992 年寫道：

賣淫本身就是對女性身體的傷害。像我們這樣說的人，常被指責為頭腦簡單。但賣淫本身就非常簡單。 […]
在賣淫中，沒有任何一位女性能夠保持完整。要像在賣淫中那樣使用一個人的身體，不可能在過程結束時，甚至是在過程中、甚至剛開始時，還保有一個完整的人。這是不可能的。之後，也沒有任何女性能夠重新變得完整。

Dworkin 主張：「賣淫與女性的平等無法同時存在」，若要根除賣淫，「我們必須尋求使用語言與法律的方式，終結為了男性性快感而販賣與購買女孩與女性身體的剝削行為」。
基進女性主義的觀點分析認為，賣淫是父權壓迫與對女性性支配的基石之一，它不僅對從事賣淫的女性與女孩造成傷害，也對整體女性群體產生負面影響，因為賣淫不斷重申並強化父權對女性的定義：女性的主要功能是滿足男性的性需求。
她們認為，社會絕不能只是將一種父權對女性性認同的壓迫觀念——例如「女性不應在婚外發生性行為／戀愛關係」以及「女性進行隨意性行為是可恥的」——換成另一種同樣壓迫性的父權觀點：接受賣淫這一性實踐，該實踐建基於高度父權化的性別建構之上——其中，女性的性快感被視為無關緊要，女性在性行為中的唯一角色是服從男性的性要求、聽從指令，由男性掌控性過程，而女性的回應與滿足則被視為不重要。
基進女性主義者主張，只要我們仍將這種由男性主導、女性服從的不平等性實踐視為正常，就無法實現女性的性解放。「女性主義的意識覺醒，仍是集體抗爭與最終女性解放的根基。」
基進女性主義者強烈反對長期以來用來為賣淫存在辯護的父權意識形態，即所謂「必要之惡」的說法——認為男性無法控制自己的性衝動，因此「有必要」讓一小部分女性被「犧牲」，任由男性施加性暴力，以保護「貞潔」的女性免於強暴與騷擾。
這些女性主義者主張，賣淫不但無助於降低強暴率，反而會增加對女性的性暴力，因為它傳遞出一種信號：男性可以將女性視為完全可供支配的性工具，並且這樣做是被社會允許的。例如，梅麗莎·法利 (Melissa Farley) 認為，內華達州高強暴率的一個原因，是該州合法賣淫所助長的父權氛圍。
原住民女性在賣淫中尤其成為被針對的對象。在加拿大、紐西蘭、墨西哥與台灣等地的研究顯示，原住民女性處於賣淫產業中種族與階級階層的最底層，經常面臨最惡劣的工作條件、最暴力的性要求，並以最低的價格被販賣。與其在整體人口中的比例相比，原住民女性在賣淫中的比例普遍過高。造成這種情況的原因是多種壓迫力量交織的結果，包括殖民主義、原住民族被迫離開祖先土地、其社會與文化秩序的破壞、厭女文化、全球化與新自由主義、種族歧視，以及對她們所施加的極高程度暴力。

### 色情影片
基進女性主義者，特別是凱瑟琳·麥金儂 (Catharine MacKinnon)，指控色情製作涉及對參與演出與擔任模特兒的女性進行身體上、心理上和／或經濟上的強迫。即使這些女性在呈現上看似在享受，她們仍然被認為是在遭受強迫。
基進女性主義者引用色情片知名參與者（如 崔西・羅德茲 (Traci Lords) 和琳達·波曼 (Linda Boreman) ）的證詞，主張多數女性表演者是被他人或在不幸情況下被迫從事色情工作的。反色情女性主義運動因《Ordeal》一書的出版而被激勵，其中 琳達·波曼（以「琳達·拉芙蕾絲」之名主演《深喉嚨》）表示她曾被丈夫查克·特雷諾 (Chuck Traynor) 殴打、強暴與拉皮條，特雷諾曾以槍威脅她拍攝《深喉嚨》的場景，並以對波曼的肢體暴力、情緒虐待與直接的暴力威脅，強迫她拍攝其他色情影片。Dworkin、麥金儂及「反色情女性聯盟」（Women Against Pornography）公開聲援波曼，並與她一同出席公開活動與演講。她後來成為重生基督徒，並擔任反色情運動的發言人。
基進女性主義者認為色情助長性別歧視，主張在色情表演中，女演員被貶為僅供男性性使用與虐待的容器──物件。他們指出情節通常圍繞男性快感作為性行為的唯一目的，女性則被呈現為從屬角色。一些反對者認為色情影片往往將女性描繪得極度被動，或表現出對女性進行的行為通常是虐待性的，且僅為性伴侶的快感服務。面射與肛交在男性之間越來越流行，這與色情的趨勢有關。麥金儂與 Dworkin 將色情定義為「透過圖像或文字對女性進行性露骨的從屬描寫，包括將女性非人化為性物件、物品或商品......」
基進女性主義者主張，色情的消費是強暴與其他對女性暴力形式的成因之一。羅賓·摩根 (Robin Morgan) 以一句常被引用的話總結此觀點：「色情是理論，強暴是實踐。」她們指控色情使支配、羞辱與強迫女性變得具有性刺激性，並強化與強暴與性騷擾共謀的性與文化觀念。麥金儂在其著作《Only Words》（1993）中主張，色情「剝奪女性表達口頭拒絕性交的權利」。
麥金儂主張，色情透過助長強暴迷思，導致對女性的性暴力增加。這些強暴迷思包括：女性其實想被強暴、說「不」其實是「願意」的表現。她認為「強暴迷思會間接延續性暴力，因為它們造成對性侵的扭曲信念與態度，並將部分責任轉嫁給受害者」。此外，根據麥金儂的說法，色情會使觀者對女性受暴感到麻木，進而逐漸需要觀看更多暴力內容才能產生性興奮，這種效應據她稱已有充分記錄。
德國基進女性主義者艾麗斯·施瓦策爾 (Alice Schwarzer) 主張，色情對男性與女性的身體以及實際性行為提供了扭曲的認知，常見的情況包括表演者有人工植入物、誇張的快感表情，以及進行被呈現為普遍且正常的性癖行為。

## 基進女同性戀女性主義
基進女同性戀與其他基進女性主義者的區別在於其思想根源於政治女同性戀主義。基進女同性戀認為女同性戀身分是一種對異性戀這一政治制度的反抗行為，而她們視異性戀制度為對女性的暴力與壓迫。朱莉·本德爾 (Julie Bindel) 寫道，她的女同性戀身分與她的女性主義「本質上密不可分」。
在 1970 年代的女性解放運動期間，運動中的異性戀女性受到質疑，理由是她們的異性戀身分有助於延續她們試圖推翻的父權制度。根據基進女同性戀作家吉爾·約翰斯頓 (Jill Johnston) 的說法，運動中有很大一部分人試圖改革性別歧視的制度，同時「保留了壓迫的核心單位：異性性行為」。也有其他人認為，女同性戀身分是一種有力的政治工具，有助於終結男性主導，並且是女性運動的核心。
基進女同性戀批評女性解放運動未能批判異性戀規範所造成的「心理壓迫」，她們認為這是「社會制度的性基礎」。她們主張，異性戀愛關係透過「個人支配」延續父權權力關係，因此直接違背了運動的價值與目標。有一位基進女同性戀寫道：「無論女性主義者做了什麼，異性戀這個身體行為都會讓男女雙方回到角色扮演中......她所有的政治立場瞬間被粉碎」。她們認為，女性解放運動若不挑戰異性戀規範，就不可能成功。
基進女同性戀認為，女同性戀身分對父權權力體系構成了積極威脅。她們將女同性戀定義為不僅是在性傾向上，還是在解放與擺脫對男性依賴上獨立的女性。女同性戀行動者茜德尼·阿爾伯特 (Sidney Abbott) 與芭芭拉·樂福 (Barbara Love) 主張，「女同性戀已從男性支配中解放出來」，因為她們不僅在性上脫離男性，也在「經濟與情感上」斷絕關聯。她們認為，女同性戀身分能促進對性別權力體系以及異性戀規範中「心理壓迫」的最大程度擺脫。
拒絕性別、性與性傾向的規範是基進女同性戀女性主義的核心。基進女同性戀認為「女同性戀身分是一種『以女性為認同中心』的身分」，也就是說，這種身分應由女性來定義，並以女性為參照，而不是相對於男性。
在其宣言《The Woman-Identified Woman》中，基進女同性戀女性主義團體 Radicalesbians 強調必須建立一種「新的意識」，拒絕那些以無力為核心的傳統規範對女性與女性氣質的定義。[81] 她們對女性與女性氣質的重新定義，著重於將女同性戀身分從有害且分裂的刻板印象中解放出來。正如阿爾伯特與樂福在〈Is Women's Liberation a Lesbian Plot?〉（1971）一文中所主張的：

只要「女同性戀」（dyke）這個詞還能用來嚇阻女性採取更激進的立場、讓女性彼此分離、讓她們無法將重心放在男性與家庭以外的事物上——那麼在這種程度上，她們仍然受到男性文化的支配。
Radicalesbians 重申了這個觀點，寫道：「在這個性別歧視的社會裡，一個女性若要獨立，就表示她不能算是個女人，她必須是個女同性戀（dyke）」。
「以女性為認同中心的女性」（woman-identified-woman）這種說法受到批評，因為它排除了異性戀女性。根據一些批評者的看法，「（女同性戀女性主義所使用的）以女性為認同的言說，應被視為一種修辭上的失敗」。批評者也指出，基進女同性戀女性主義政治的激烈程度，加上原本對女同性戀的污名，使整體女性主義運動形象受損，並為「仇男者」或「燒胸罩女」這類刻板印象提供了溫床。

## 關於跨性別議題的觀點
自1970年代以來，基進女性主義者內部一直對跨性別身分存在爭議。
部分基進女性主義者像是凱瑟琳·麥金儂（Catharine MacKinnon）、約翰·斯托爾滕貝格（John Stoltenberg）、安德烈亞·德沃金（Andrea Dworkin）、莫妮克·維提（Monique Wittig）、芬恩·麥凱（Finn Mackay）支持承認跨性別女性是女性，這一立場被稱為「跨包容女性主義」（trans-inclusive feminism）。但也有基進女性主義者反對跨性別包容立場，例如瑪麗·戴利（Mary Daly）、珍妮絲·雷蒙（Janice Raymond）、羅賓·摩根（Robin Morgan）、傑梅因·葛莉爾（Germaine Greer）、雪拉·傑佛瑞（Sheila Jeffreys）、茱莉·賓戴爾（Julie Bindel）、羅伯特·詹森（Robert Jensen），他們認為跨性別運動延續了父權制性別規範，與基進女性主義思想不相容。
那些把跨女排除於女性身份或女性空間的人，通常自稱為「性別批判者」（gender critical），而他人則稱他們為「排除跨性別者」（trans-exclusionary）。持有性別批判觀點的激進女性主義者，常被稱為「排除跨性別者的激進女性主義者」（trans-exclusionary radical feminists），簡稱「TERF」。她們對這個縮寫表示反對，認為這個稱呼不準確（例如她們認為跨性別男性應被視為女性），並主張這是一種污名標籤，甚至是仇恨言論
。
性別批判派或排跨基進女性主義者主張，男性與女性的行為差異是社會化的結果；而某人天生擁有女性氣質或男性氣質的想法，違背了性別社會化理論。
莉耶·基斯（Lierre Keith） 將女性氣質描述為「本質上是一套儀式化的順從行為」，因此她主張：性別不是一種認同，而是一種階級位置；而「性別認同」的概念（特別是「女性本質論」）則是廢除社會性別、回歸以生理性別為基礎的社會的障礙。
茱莉·賓戴爾 (Julie Bindel) 在2008年曾指出，伊朗是全世界進行性別變更手術最多的國家，原因是「手術是一種維繫性別刻板印象的嘗試」。她表示：「正是這種認為某些特定行為適合男性或女性的想法，構成了女性主義對『跨性別現象』的批判核心」
不過，英國BBC在2014年報導指出，關於伊朗性別重置手術的實際數字並沒有可靠的統計資料。
1978年，多倫多女同志組織（Lesbian Organization of Toronto）投票決定只接納「生來即為女性（womyn-born womyn）」的成員，並撰文表示：
女性的聲音幾乎從未作為『女性的聲音』被聽見——總是經過男性聲音的過濾。所以當一個男人走來說，『我要變成女孩了，從現在起我要為女孩發聲』，我們的反應是：『你不行。』一個人不能只靠宣稱(by fiat)就加入被壓迫者的行列。
在《變性帝國：女雄的製造》（The Transsexual Empire: The Making of the She-Male, 1979）一書中，女同志激進女性主義者 珍妮斯·雷蒙德 (Janice Raymond) 主張：「所有變性人都是在強暴女性的身體，因為他們將真實的女性形體簡化為一種人造物，並將這個身體占為己有。然而，那些經過變性構造出來的女同志女性主義者，還進一步侵犯了女性的性與精神。強暴雖然通常是以暴力為手段，也可以透過欺騙達成。值得注意的是，在這些變性構造出的女同志女性主義者的案例中，他往往能夠進入並在女性空間中取得主導地位，因為其他女性並不知道他是變性人，而他也剛好選擇不提這件事。」
在《完整的女人》（The Whole Woman, 1999）一書中，吉曼·基爾 (Germaine Greer) 寫道，多數由男性主導的政府「承認那些認為自己是女性的男性為女性......因為(這些政府)並不把女性視為另一個性別，而只是視為一種無性（non-sex）」；她接著表示，如果子宮和卵巢移植成為變性手術的強制項目，這類手術「將會在一夜之間消失」。2021 年一項針對跨性別女性的調查發現，90% 的受訪者認為子宮移植會改善她們的生活品質，88% 認為能夠月經會增強她們對女性氣質的認同感。若排除技術上的障礙，這些數據對「如果變性手術強制包含子宮與卵巢移植，該手術就會立刻消失」的說法構成了極大的質疑。
雪拉·傑佛瑞 (Sheila Jeffreys) 在 1997 年主張：「絕大多數變性人仍然認同對女性的傳統刻板印象」，透過性別轉換，他們是在「建構一種對女性應有樣貌的保守幻想......這種對女性本質的描繪是極具侮辱性且具約束力的」。在她 2014 年的著作《性別的傷害》（Gender Hurts）中，Jeffreys 將性別重置手術稱為「自我殘害」，並堅持使用當事人出生時指定的性別代名詞。傑佛瑞主張，女性主義者有必要知道「那些自稱為女性並宣傳對女性本質的偏見性詮釋者的生物性別」，並表示「男性使用女性代名詞，是在掩蓋他們因被歸類並成長於男性性別階級而獲得的男性特權」。
相較之下，支持跨性別者的激進女性主義者主張，以生物為基礎或本質主義的性別意識形態本身就維繫了父權對「女性」的建構。另有觀點認為，跨性別女性同樣對女性主義運動有所貢獻。蘇珊·斯特賴克（Susan Stryker）表示「跨性別女性曾在 1960 年代後期的基進女性主義運動中活躍，但在 1973 年之後，幾乎被從其歷史中完全抹除」，原因是遭遇了來自性別批判女性主義者的反對。
安德烈亞·德沃金 (Andrea Dworkin) 早在 1974 年就主張，跨性別者與性別認同研究具有從根基上暗中破壞父權性別本質論的潛力：

…與跨性別者的合作，以及對兒童性別認同形成的研究，提供了基本資料，挑戰了「存在兩種明確劃分的生物性別」這一觀念。這些資料有可能將傳統的性別差異生物學，轉化為性別相似性的基進生物學。這並不是說只有一種性別，而是說有許多種。這裡相關的證據很簡單：我們之所以使用「男性」與「女性」、「男人」與「女人」這些詞語，只是因為目前尚無其他詞彙可用。
2010 年代後期，隨著社會對跨性別者的接納逐漸增加，關於「跨性別包容的女性主義」的討論也日益受到關注。2015 年，基進女性主義者凱瑟琳·麥金儂 (Catharine MacKinnon) 表示：

男性主導的社會長久以來都將女性定義為一個特定的生物學群體。如果這種做法能帶來解放，我們早就自由了……對我來說，「女性」是一個政治群體。我以前沒什麼機會這麼說，或從這個角度來思考，直到近年來出現了大量關於跨性別女性是否是女性的討論……我一直認為，一個人是如何成為女性或男性的，我不在乎；這對我來說無關緊要。這只是他們獨特性的一部分，就像每個人都有自己的獨特性一樣。在我看來，任何認同自己是女性、想成為女性、在生活中以女性身分存在的人，就是女性。

## 社會反應
英國基進女性主義者蓋爾·迪尼斯 (Gail Dines) 在 2011 年談到基進女性主義對年輕女性的吸引力時說：「我教女性已經二十多年了，如果我講自由女性主義，學生們一臉茫然......但如果我講基進女性主義，砰，整個教室都炸開了。」

### 批評
在基進女性主義運動的早期，一些基進女性主義者提出理論，認為「其他形式的階級制度源自男性至上，並以此為模型，因此本質上是男性至上的特殊形式」。 因此，反對男性支配被視為首要任務，因為「女性的解放將意味著所有人的解放」。
這種觀點受到交織女性主義與黑人女性主義的挑戰。批評者指出，這種意識形態接受了「身分是單一且分離的，而不是多重且交織的」這一前提。例如，將女性壓迫理解為彼此分離的現象，等於假設「男性在建立與維持這些制度時，純粹是以『男性』的身分行動，依循的是特有的男性特徵或明確的男性至上目標」。
艾倫·威利斯 (Ellen Willis) 在 1984 年的文章〈Radical Feminism and Feminist Radicalism〉中指出，在新左派內部，基進女性主義者曾被指責為「資產階級」、「反左派」，甚至是「不涉政治」，而她們則認為自己是在「透過擴展激進的定義，使左派更激進」。早期的基進女性主義者大多是白人中產階級，導致一種「非常脆弱的團結」。這限制了基於她們性別經驗所做的一般化主張的有效性，也使白人中產階級女性無法認知到她們在種族與階級上享有的特權，根據 Willis 的說法。許多早期的基進女性主義者與「男性主導的左派團體」斷絕往來，或僅在特定聯盟中短暫合作。Willis 雖然深屬早期基進女性主義者，也持續認為其對於將女性主義納入政治議程具有必要作用，但她仍批評基進女性主義「無法將女性主義觀點與整體激進政治結合」，並認為這種侷限在當時的歷史脈絡下是無可避免的。

## 說明性註解
1. ↑  While Willis (1984) does not mention Chicago, as early as 1967 it was a major site for consciousness-raising and home of the Voice of Women's Liberation Movement; see Kate Bedford and Ara Wilson Lesbian Feminist Chronology: 1963–1970 (的存檔，存档日期17 July 2007.).
2. ↑  MacKinnon (1989): "Sex forced on real women so that it can be sold at a profit to be forced on other real women; women's bodies trussed and maimed and raped and made into things to be hurt and obtained and accessed, and this presented as the nature of women; the coercion that is visible and the coercion that has become invisible—this and more grounds the feminist concern with pornography."[76]